# Будёновское (урановое месторождение)
Будёновское — крупное урановое месторождение Казахстана, расположено в Сузакском районе Туркестанской области. Является одним из крупнейших объектов Чу-Сарысуйской провинции и естественным продолжением Мынкудук-Инкайской рудоносной зоны. Месторождение контролируют и разрабатывают структуры российского атомного холдинга «Росатома» и казахстанской национальной атомной компании «Казатомпром».

## Характеристика
Будёновское — одно из крупнейших урановых месторождений в мире. Открыто в 1979 году экспедицией № 27 ВГО Исторически разделено на 7 участков, разведка и добыча на них шли неравномерно. Совместное предприятие «Акбастау» работает на участках № 1, 3 и 4 (запасы 84 тыс. тонн урана по категориям С1, С2 и Р1), СП «Каратау» разрабатывает участок № 2 (запасы 49,8 тыс. тонн), СП «Будёновское» владеет участками № 5, 6 и 7 (запасы 114 тыс. тонн).

## Владельцы
В 2007 году совладелец горнодобывающего холдинга «Металлоинвест» Василий Анисимов через свою компанию «Эффективная энергия» (Effective Energy B.V.) получил контроль над казахстанскими ТОО «Каратау» (50 %) и ТОО «Акбастау» (25 %). Компания получила лицензии на добычу и начала промышленную эксплуатацию. Уже в 2008 году «Каратау» произвело 650 тонн урана, «Акбастау» заработало в 2009 году. Запланированная к 2015 году суммарная проектная мощность — 5000 тонн урана в год, из которых 2000 тонн приходятся на «Каратау» и 3000 тонн «Акбастау». В марте 2009 года российская госкомпания ОАО «Атомредметзолото» (АРМЗ, входит в структуру Росатома) выкупила активы «Эффективная энергия» за $470 млн.
В июне 2009 года «Атомредметзолото» обменяло свои 50 % в «Каратау» на 16,6 % акций канадского холдинга Uranium One. В июне 2010 году Uranium One получила доли АРМЗ доли в Акбастау (49 %) и месторождении Заречное (49,67 %). В обмен на это АРМЗ повысила свою долю в Uranium One до 51,4 %. В марте 2013 году акционеры Uranium One Inc. одобрили сделку по консолидации холдингом «Атомредметзолото» 100 % акций компании, в результате АРМЗ выкупил оставшиеся 48,6 % акций в свободном обращении.
В декабре 2022 году компания «Ураниум Уан Груп» (100 % дочерняя компания «Росатома») выкупила у Василия Анисимова, Артёма Зуева и Якова Клебанова ТОО «Степногорский горно-химический комбинат» (СГКХ). Сумма сделки не разглашалась, но могла составить $1,6 млрд. С октября 2016 года СГКХ является владельцем СП «Будёновское», которому совместно с «Казатомпромом» принадлежат участки № 5, 6 и 7 Будёновского месторождения.